# Caligus brevicaudatus
Caligus brevicaudatus är en kräftdjursart som beskrevs av A. Scott 1901. Caligus brevicaudatus ingår i släktet Caligus och familjen Caligidae. Inga underarter finns listade i Catalogue of Life.